# Allan King

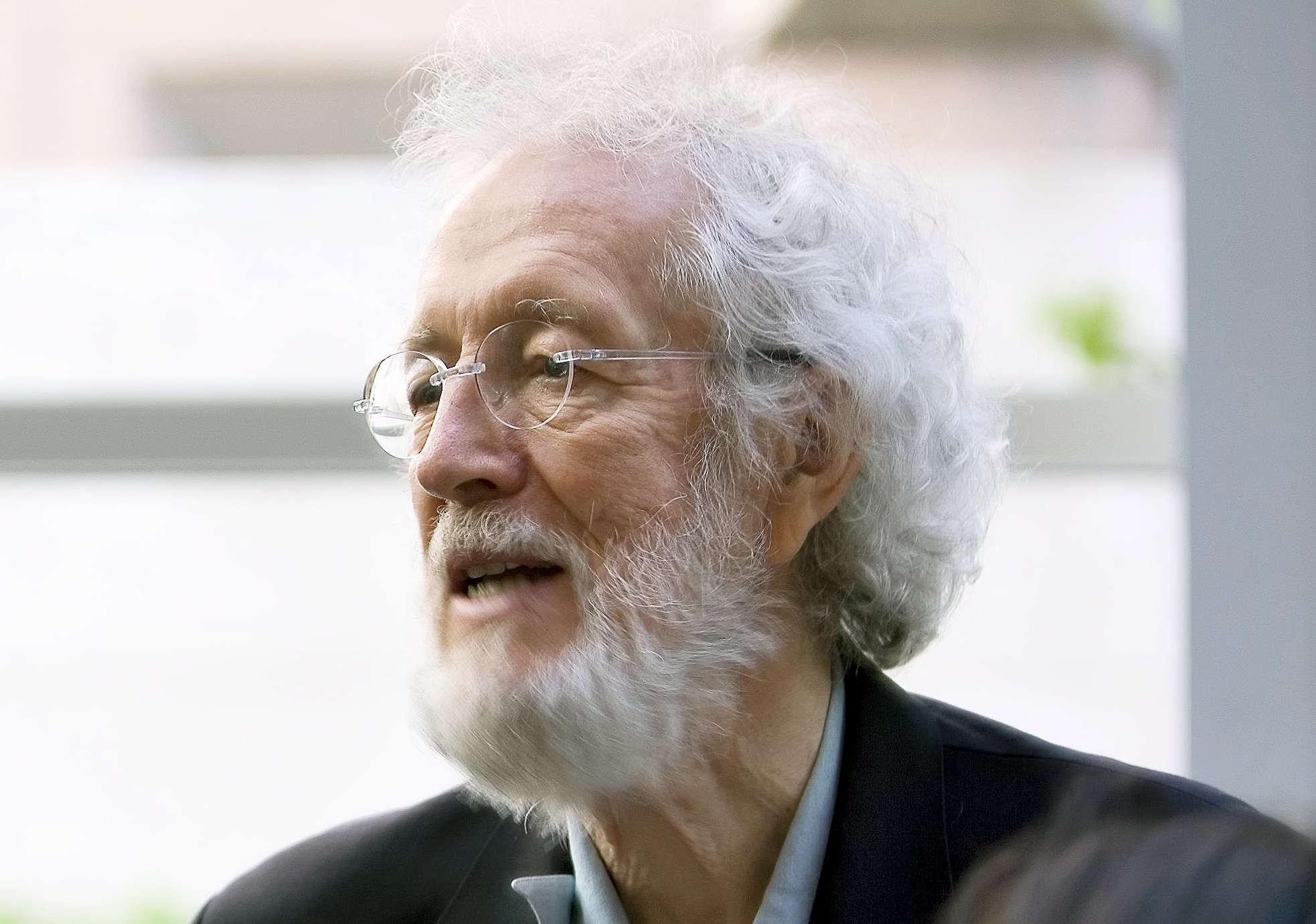
Allan King (2007)

Allan Winton King (* 6. Februar 1930 in Vancouver; † 15. Juni 2009 in Toronto) war ein kanadischer Filmregisseur.

## Leben
King wandte sich nach dem Schulabschluss und dem Studium der Philosophie dem Dokumentarfilm zu und blieb auch später ein Vertreter des Cinéma vérité. Sein Film Warrendale von 1967 zeigte Bilder aus einem Heim für psychisch kranke Kinder. Er wurde auf dem Festival in Cannes gezeigt, während die mitproduzierende Canadian Broadcasting Corporation eine Ausstrahlung ablehnte. Daneben erhielt er einen Preis der BAFTA. Sein folgender Film A married couple (1969) verfolgte den Weg eines Ehepaares bis in die Scheidung.
In seiner mehr als vierzig Jahre umspannenden Karriere arbeitete King für die verschiedenen Medien in allen Bereichen der Filmkunst; auch Serienepisoden und Spielfilme waren darunter, so Who has seen the Wind, der nicht nur mit dem Preis des Pariser Filmfestivals ausgezeichnet wurde, sondern auch der bis dahin finanziell erfolgreichste kanadische Film war. Auch Gefangene der Wildnis wurde hochgelobt.
2006 wurde King zum Officer of the Order of Canada ernannt.

## Filmografie (Auswahl)
- 1967: Warrendale
- 1969: A married couple
- 1977: Who has seen the Wind
- 1981: Gefangene der Wildnis (Silence of the North)
- 1989–1996: Das Mädchen aus der Stadt (Fernsehserie)
- 1992: Der lange Weg des Lukas B. (Miniserie)